# Un hombre llamado Halcón
Un hombre llamado halcón (título original: A Man Called Hawk) es una serie de acción estadounidense de 1980, que fue producida por Warner Bros. Television para la ABC. Tuvo una temporada y 13 episodios, que se estrenaron entre el 28 de enero de 1989 y el 13 de mayo de 1989.

## Argumento
Hawk regresa de Boston a su ciudad natal, Washington D. C., donde se reencuentra con un viejo amigo que fue una especie de figura paterna para él. Allí trabaja ahora como detective privado, ayudando a la gente oprimida y a los necesitados.

## Reparto
| Actor          | Personaje                    |
| -------------- | ---------------------------- |
| Avery Brooks   | Hawk (13 episodios)          |
| Moses Gunn     | Hombre viejo (10 episodios)  |
| Angela Bassett | Bailey Webster (3 episodios) |

## Producción
En general se vio como conclusión, que lo mejor de la serie de televisión Spenser, detective privado (1985-1988), fue el protagonista Hawk, el amigo de Spenser. Por ello, cuando la serie fracasó en 1989 tras tres temporadas de éxito moderado ABC no tardó en intentar recuperar su inversión creando una serie propia de Hawk y, para evitar colisiones con Spenser, se decidió que la trama de la serie estuviese en Washington D. C.
Para ello no solo se ambientó la serie en Washington D. C., también se filmó la serie en esa ciudad.

## Recepción
La serie de televisión no tuvo éxito y por ello se canceló. Aun así pudo ser una serie de culto para un número reducido de personas. Finalmente parte de la serie influenció la futura serie de ciencia ficción famosa Star Trek: Deep Space Nine (1993-1999).
Hoy en día la serie de televisión ha sido valorada en portales cinematográficos. En IMDb, por ejemplo, con 748 votos registrados, la serie obtiene una media ponderada de 7,3 sobre 10. También hay que mencionar, que en el periódico La Vanguardia el 63 % de los usuarios registrados le dan una valoración positiva a la película.